# Fair Warning Tour
Fair Warning Tour è la tournée intrapresa dai Van Halen nel 1981 per pubblicizzare il loro 4º album Fair Warning.
Fu l'ultimo tour in cui i Van Halen si esibirono come band spalla.

## Scaletta
1. On Fire
2. Sinner's Swing!
3. Drum Solo
4. Hear About It Later
5. Dave Raps
6. So This Is Love?
7. Jamie's Cryin'
8. Bass Solo
9. Runnin' With the Devil
10. Dance the Night Away
11. Dave Raps N. 2
12. Sunday Afternoon In the Park
13. Romeo Delight
14. Everybody Wants Some!!
15. Sounds of Summertime
16. Ice Cream Man
17. Mean Street
18. Guitar Solo
19. Feel Your Love Tonight
20. You Really Got Me
21. Unchained
22. Ain't Talkin' 'bout Love